# Rigoletto (Schiff, 1955)
Die Rigoletto war der erste als solcher geplante Neubau eines reinen Autotransporters.

## Geschichte
Die von der schwedischen Reederei Soya in Auftrag gegebene Rigoletto lief am 24. März 1955 mit der Baunummer 998 vom Stapel und wurde im Mai 1955 abgeliefert. Zusammen mit dem im Juni 1955 fertiggestellten Schwesterschiff Traviata (Baunummer 999, IMO-Nr. 5367805) kam sie für die schwedische Reederei Wallenius Lines in Fahrt. Gebaut wurden die beiden Fahrzeuge dieses neuartigen Schiffstyps bei den Howaldtswerken in Kiel. Diese durch einen Dieselmotor angetriebenen Schiffe begannen den regelmäßigen Trans-Atlantik-Autotransport zu den Großen Seen. Im gleichen Jahr ließ die Reederei noch den Frachterneubau Jakara zum Auto-Schüttguttransporter umrüsten. In der Hauptsache wurden neue Volkswagen, aber auch andere Neuwagen wie beispielsweise Saab oder Volvo in die Vereinigten Staaten und nach Kanada gebracht. Ab 1963 fuhr die Rigoletto unter deutscher Flagge mit Heimathafen Bremen.
Im Jahr 1968 wurde die Rigoletto an die italienische Reederei Salvatore Lofaro verkauft und in Maddalena Lofaro umgetauft. Unter diesem Namen fuhr das Schiff mit Heimathafen Neapel bis zum 1. Juli 1980, als es etwa 30 Seemeilen südöstlich von Kap Spartivento in Brand geriet und schließlich am 4. Juli 1980 auf der Reede von Messina sank.

## Ladungseinrichtungen
Sowohl die Schwestern Rigoletto und Traviata, als auch die umgerüstete Jakara wurden trotz ihrer Auslegung für den Autotransport auf herkömmliche Art beladen und gelöscht. Erst mit der 1963 gebauten Aniara setzte sich die bis heute gültige Auslegung von Autotransportern als RoRo-Schiff durch.

## Trivia
Im Jahre 1968 wurde die Traviata an die italienische Reederei Grimaldi verkauft und in Rigoletto umbenannt. Sie behielt diesen Namen bis zu ihrem Abbruch 1981 in La Spezia.